# Småland
Småland is een historische landstreek, een zogenoemd landschap, in de Zuid-Zweedse regio Götaland. Het omvat de provincie Kronobergs län, het grootste gedeelte van Jönköpings län en het vasteland van Kalmar län.
Småland bestaat vooral uit glooiende heuvels bezaaid met meren en bossen. De bekende Zweedse schrijfster Astrid Lindgren, auteur van o.m. Pippi Langkous en Michiel van de Hazelhoeve, komt uit deze streek.
Enkele bekende steden zijn Växjö, Jönköping en Kalmar.

## Geografie
Småland bestaat voor een groot deel uit bos. Zo'n 50% van het oppervlak bestaat uit bos en ongeveer 14% bestaat uit landbouwgrond. Het grootste deel van de grond in Småland is onvruchtbaar en op veel plaatsen is de bodem bezaaid met stenen. Småland is een van de landschappen met de meeste meren in Zweden. Het grootste meer dat geheel in Småland ligt is het 184 km² grote Bolmen. Een groot deel van het noorden van Småland bestaat uit het Zuid-Zweedse Hoogland, ook wel Smålandse Hoogland genoemd. De 377 meter hoge heuvel Tomtabacken is het hoogste punt van Småland.

### Grote tätorter, meren en eilanden
In de onderstaande lijst staan de grote tätorter, meren en eilanden in Småland.
| Tätorter (naar grootte) - Jönköping - Växjö - Kalmar - Västervik - Värnamo - Oskarshamn - Nässjö - Ljungby - Tranås - Vetlanda - Nybro - Gislaved - Eksjö - Älmhult - Vimmerby - Alvesta - Sävsjö | Meren - Åsnen - Bolmen - Helgasjön - Möckeln - Rusken - Sommen - Vättermeer - Vidöstern | Eilanden - Bolmsö - Visingsö |

De volgende plaatsen in Småland hebben stadsrechten: Eksjö, Gränna, Huskvarna, Jönköping, Kalmar, Ljungby, Nässjö, Nybro, Oskarshamn, Sävsjö, Tranås, Värnamo, Västervik, Växjö, Vetlanda en Vimmerby.

### Nationale parken
Er liggen vier nationale parken in Småland:
- Nationaal park Store Mosse
- Nationaal park Norra Kvill
- Nationaal park Blå Jungfrun
- Nationaal park Åsnen

## Bevolking
In 2004 had Småland 708.896 inwoners. Deze waren als volgt verdeeld over verschillende provincies (achter de naam van de provincie staat voor hoe groot deel deze tot Småland behoort en hoeveel mensen uit deze provincie in Småland wonen):
| Provincie                                                | Inwonertal |
| -------------------------------------------------------- | ---------- |
| Jönköpings län, hoort voor een groot deel bij Småland    | 311.962    |
| Kalmar län, vasteland provincie hoort bij Småland        | 210.258    |
| Kronobergs län, hoort geheel bij Småland                 | 177.448    |
| Hallands län, hoort voor een klein deel bij Småland      | 7.081      |
| Östergötlands län, hoort voor een klein deel bij Småland | 2.261      |

## Religie
In vergelijking met een groot deel van rest van Zweden, heeft Småland procentueel gezien meer gelovigen en de kerkelijke participatie is hoger.
De Lutherse kerk is net zoals in de rest van Zweden de grootste kerk. Het grootste deel van Småland hoort bij het bisdom Växjö. Delen van het noorden van Småland horen bij het bisdom Linköping.
Småland is ook bekend vanwege het in verhouding grote aantal leden, dat vrije kerken in het landschap hebben.
Politiek is Småland het landschap waar de partij christendemocraten van Zweden het sterkst is. De huidige leider van de partij Göran Hägglund en zijn voorganger Alf Svensson wonen in de gemeente Jönköping in het noorden van Småland.

## Geboren
- Carl Linnaeus (1707-1778), arts, plantkundige, zoöloog en geoloog

## Trivia
- De Zweedse meubelwinkelketen IKEA noemt de kinderopvang in hun winkels met een woordspeling 'Småland' (små-land - kleintjes-land). IKEA-oprichter Ingvar Kamprad is overigens ook geboren in Småland; in het dorp Liatorp.

Ångermanland · Blekinge · Bohuslän · Dalarna · Dalsland · Gästrikland · Gotland · Halland · Hälsingland · Härjedalen · Jämtland · Lapland · Medelpad · Närke · Norrbotten · Öland · Östergötland · Skåne · Småland · Södermanland · Uppland · Värmland · Västerbotten · Västergötland · Västmanland